# Nati nel 1937/Dicembre
| Questa pagina contiene informazioni ricavate automaticamente dalle voci biografiche con l'ausilio del template Bio e di un bot. L'aggiornamento è periodico e automatico e ricostruisce completamente la pagina. Se manca una persona in questa lista, sei pregato di non aggiungerla, ma accertati piuttosto che la sua voce biografica contenga il template Bio e che i dati anagrafici siano correttamente compilati. Se il template Bio manca, inseriscilo tu stesso o, in alternativa, metti l'avviso {{tmp\|Bio}} che ne segnala la mancanza. Se i dati riportati sono sbagliati, correggi direttamente la voce biografica; le modifiche saranno visibili in questa lista entro pochi giorni. Per chiarimenti vedi il progetto biografie. La lista contiene solo le 187 persone che sono citate nell'enciclopedia e per le quali è stato implementato correttamente il template Bio. Pagina aggiornata al 10 ago 2025. |

- 1º dicembre - Mario Ludovico Bergara, calciatore uruguaiano († 2001)
- 1º dicembre - Bruce Brown, regista, sceneggiatore e produttore cinematografico statunitense († 2017)
- 1º dicembre - Mino Damato, giornalista, conduttore televisivo e autore televisivo italiano († 2010)
- 1º dicembre - Giuseppe Garbarino, clarinettista, compositore e direttore d'orchestra italiano
- 1º dicembre - Guglielmo Giusti, ex tiratore a volo sammarinese
- 1º dicembre - Alan Ralph Millard, orientalista britannico († 2024)
- 1º dicembre - Peter Schmidt, ex pallanuotista tedesco orientale
- 1º dicembre - Vaira Vīķe-Freiberga, politica lettone
- 2 dicembre - Chris Bristow, pilota automobilistico britannico († 1960)
- 2 dicembre - Gianfranco Bruno, storico dell'arte, critico d'arte e pittore italiano († 2016)
- 2 dicembre - Brian Lumley, scrittore e militare britannico († 2024)
- 2 dicembre - Carlo Maietto, produttore cinematografico italiano
- 2 dicembre - Manohar Joshi, politico indiano († 2024)
- 2 dicembre - Franco Maria Ricci, grafico, editore e designer italiano († 2020)
- 2 dicembre - Valeriano Trubbiani, scultore, incisore e artista italiano († 2020)
- 3 dicembre - Bobby Allison, pilota automobilistico statunitense († 2024)
- 3 dicembre - Bobby Boyd, giocatore di football americano statunitense († 2017)
- 3 dicembre - Tito Corsi, allenatore di calcio, ex calciatore e dirigente sportivo italiano
- 3 dicembre - Nicolas Genka, scrittore francese († 2009)
- 3 dicembre - Ole Henrik Laub, scrittore danese († 2019)
- 3 dicembre - Morgan Llywelyn, scrittrice statunitense
- 3 dicembre - Angela Luce, attrice e cantante italiana
- 4 dicembre - Max Baer Jr., attore statunitense
- 4 dicembre - David Bailie, attore sudafricano († 2021)
- 4 dicembre - Ferenc Kardos, regista, sceneggiatore e produttore cinematografico ungherese († 1999)
- 4 dicembre - William Lombardy, scacchista statunitense († 2017)
- 4 dicembre - Donnelly Rhodes, attore canadese († 2018)
- 5 dicembre - Antonio Albanese, schermidore italiano († 2013)
- 5 dicembre - Siegfried Ballerstedt, ex pallanuotista tedesco orientale
- 5 dicembre - Sotìr Ferrara, vescovo cattolico italiano († 2017)
- 5 dicembre - Maud Hansson, attrice svedese († 2020)
- 5 dicembre - Kalevi Laurila, fondista finlandese († 1991)
- 5 dicembre - Bruno Nespoli, calciatore italiano († 1960)
- 5 dicembre - Guy Thomazeau, arcivescovo cattolico francese
- 5 dicembre - Raffaele Verdicchio, politico italiano († 2020)
- 6 dicembre - Bahram Afzali, militare iraniano († 1984)
- 6 dicembre - Gherardo Gnoli, storico delle religioni italiano († 2012)
- 6 dicembre - Ivan Ivančić, pesista e allenatore di atletica leggera jugoslavo († 2014)
- 6 dicembre - Franco Manescalchi, poeta, saggista e giornalista italiano († 2023)
- 6 dicembre - Alberto Spencer, calciatore ecuadoriano († 2006)
- 7 dicembre - Thad Cochran, politico statunitense († 2019)
- 7 dicembre - Kenneth Colley, attore britannico († 2025)
- 7 dicembre - Kaffe Fassett, stilista e artista statunitense
- 7 dicembre - Larry Hankin, attore, sceneggiatore e regista statunitense
- 7 dicembre - Trajko Rajković, cestista jugoslavo († 1970)
- 8 dicembre - Claudio Azzali, ex calciatore e allenatore di calcio italiano
- 8 dicembre - Giorgio Benvenuto, sindacalista, giornalista e politico italiano
- 8 dicembre - Julian Curry, attore britannico († 2020)
- 8 dicembre - Oscar Ferreyra, ex calciatore argentino
- 8 dicembre - James MacArthur, attore statunitense († 2010)
- 8 dicembre - Mario Meggiorini, calciatore italiano († 1985)
- 8 dicembre - Armindo Antônio Ranzolin, giornalista brasiliano († 2022)
- 8 dicembre - Nelsinho Rosa, calciatore e allenatore di calcio brasiliano († 2023)
- 9 dicembre - Mary Downing Hahn, scrittrice statunitense
- 10 dicembre - Luigi Milan, calciatore e allenatore di calcio italiano († 2023)
- 10 dicembre - Calixto Méndez, allenatore di calcio e calciatore spagnolo († 2015)
- 10 dicembre - Karel Schwarzenberg, politico, nobile e imprenditore ceco († 2023)
- 10 dicembre - German Umnov, compositore di scacchi russo († 2016)
- 11 dicembre - Maricla Boggio, scrittrice, drammaturga e giornalista italiana
- 11 dicembre - Jim Harrison, scrittore e poeta statunitense († 2016)
- 11 dicembre - Pietro Marzotto, imprenditore italiano († 2018)
- 11 dicembre - Stephen Moore, attore britannico († 2019)
- 11 dicembre - Stefano Zara, politico italiano
- 12 dicembre - Benito Albini, calciatore italiano († 1999)
- 12 dicembre - Prosper Avril, generale e politico haitiano
- 12 dicembre - Roberto Benzi, direttore d'orchestra e pianista italiano
- 12 dicembre - Gerónimo Cruz, cestista filippino († 2022)
- 12 dicembre - Judy Tegart Dalton, ex tennista australiana
- 12 dicembre - Connie Francis, cantante e attrice statunitense († 2025)
- 12 dicembre - Michael Jeffery, generale e politico australiano († 2020)
- 12 dicembre - Philip Ledger, musicista e direttore di coro inglese († 2012)
- 12 dicembre - John Mulagada, vescovo cattolico indiano († 2009)
- 12 dicembre - Joop van Oosterom, scacchista e mecenate olandese († 2016)
- 12 dicembre - Warren Rabb, ex giocatore di football americano statunitense
- 13 dicembre - Dimităr Dimov, calciatore bulgaro († 2008)
- 13 dicembre - Jutta Lampe, attrice tedesca († 2020)
- 13 dicembre - Josep Lluís, cestista e allenatore di pallacanestro spagnolo († 2018)
- 13 dicembre - Alberto Sainz, calciatore argentino († 2016)
- 13 dicembre - Colin Sydenham, compositore di scacchi inglese
- 14 dicembre - Domenico Cempella, dirigente pubblico italiano († 2021)
- 14 dicembre - Andrij Chimič, ex canoista sovietico
- 14 dicembre - Frans De Mulder, ciclista su strada belga († 2001)
- 14 dicembre - Roberto Lazzari, nuotatore italiano († 2017)
- 14 dicembre - Anita Lindblom, attrice svedese († 2020)
- 14 dicembre - Francesco Marcone, dirigente pubblico italiano († 1995)
- 14 dicembre - Maria Teresa Riedl, tennista italiana († 1995)
- 15 dicembre - Bob Foster, pugile statunitense († 2015)
- 15 dicembre - Arnold Johannessen, calciatore norvegese († 2007)
- 15 dicembre - John Sladek, scrittore statunitense († 2000)
- 15 dicembre - Rosetta Stame, funzionaria italiana († 2019)
- 15 dicembre - Claude Érignac, prefetto francese († 1998)
- 16 dicembre - Joyce Bulifant, attrice statunitense
- 16 dicembre - Ivan Dejanov, calciatore bulgaro († 2018)
- 16 dicembre - Mitsuo Kamata, ex calciatore giapponese
- 16 dicembre - Karri Käyhkö, nuotatrice finlandese († 2020)
- 16 dicembre - Edward Ruscha, pittore e fotografo statunitense
- 16 dicembre - Guillermo Torres, ex cestista messicano
- 17 dicembre - Umberto Bellocco, mafioso italiano († 2022)
- 17 dicembre - Benedita Anália de Castro, ex cestista brasiliana
- 17 dicembre - Jan Dawidziuk, vescovo vetero-cattolico polacco († 2012)
- 17 dicembre - Jaime Lerner, architetto, urbanista e politico brasiliano († 2021)
- 17 dicembre - Isao Morishita, pilota motociclistico giapponese
- 17 dicembre - Vittorio Stagni, attore, doppiatore e direttore del doppiaggio italiano
- 17 dicembre - John Kennedy Toole, scrittore statunitense († 1969)
- 18 dicembre - Karen DeCrow, avvocata e attivista statunitense († 2014)
- 18 dicembre - Cirillo Grott, scultore italiano († 1990)
- 18 dicembre - Nikola Stipić, ex calciatore jugoslavo
- 18 dicembre - Giorgio Tosatti, giornalista e opinionista italiano († 2007)
- 19 dicembre - Santo Amonti, ex pugile italiano
- 19 dicembre - Mahmoud Cherif Bassiouni, giurista egiziano († 2017)
- 19 dicembre - Mirando Haz, incisore, disegnatore e pittore italiano († 2018)
- 19 dicembre - Milcho Leviev, compositore, pianista e arrangiatore statunitense († 2019)
- 19 dicembre - Wayne Maunder, attore statunitense († 2018)
- 19 dicembre - Barry Mazur, matematico statunitense
- 19 dicembre - Adriano Reginato, ex calciatore italiano
- 19 dicembre - Rosanna Vaudetti, annunciatrice televisiva e conduttrice televisiva italiana
- 20 dicembre - John Lee Canley, militare statunitense († 2022)
- 21 dicembre - Vincenzo Binetti, politico e magistrato italiano († 1997)
- 21 dicembre - Waltraut Cooper, artista austriaca
- 21 dicembre - Jane Fonda, attrice, produttrice cinematografica e attivista statunitense
- 21 dicembre - Leonid Aleksandrovič Kvinichidze, regista sovietico († 2018)
- 21 dicembre - Claire Motte, ballerina francese († 1986)
- 21 dicembre - Sheila Reid, attrice britannica
- 21 dicembre - Lawrence G. Roberts, ingegnere statunitense († 2018)
- 22 dicembre - Pierluigi Chicca, schermidore e maestro di scherma italiano († 2017)
- 22 dicembre - Piero Comisso, ex calciatore italiano
- 22 dicembre - Giovanni Costariol, calciatore italiano († 2022)
- 22 dicembre - Franco Dinelli, calciatore e allenatore di calcio italiano († 2023)
- 22 dicembre - George Kinnell, calciatore scozzese († 2021)
- 22 dicembre - Bill Lipinski, politico statunitense
- 22 dicembre - Else Ommerborn, ex schermitrice tedesca
- 22 dicembre - Ėduard Nikolaevič Uspenskij, scrittore sovietico († 2018)
- 23 dicembre - Karol Bobko, astronauta e ingegnere statunitense († 2023)
- 23 dicembre - Peter Medak, regista ungherese
- 23 dicembre - Francesco Maria Tosi Beleffi, dirigente pubblico e vigile del fuoco italiano († 2014)
- 23 dicembre - Jimmy Van Eaton, batterista statunitense († 2024)
- 24 dicembre - Jaume Alomar, ciclista su strada spagnolo († 2024)
- 24 dicembre - V"jačeslav Čornovil, politico ucraino († 1999)
- 24 dicembre - Félix Miéli Venerando, calciatore brasiliano († 2012)
- 24 dicembre - Hansruedi Führer, ex calciatore svizzero
- 24 dicembre - Armando Gravina, archeologo italiano
- 24 dicembre - Natalino Lecca, militare italiano
- 24 dicembre - Wiesław Skołucki, vescovo vetero-cattolico polacco († 2015)
- 24 dicembre - Richard Wainwright Thorington, zoologo statunitense († 2017)
- 24 dicembre - Ola Wærhaug, ex biatleta norvegese
- 24 dicembre - Agostino Ziino, musicologo italiano
- 25 dicembre - Maung Aye, generale e politico birmano
- 25 dicembre - Noel Furlong, giocatore di poker irlandese († 2021)
- 25 dicembre - Sergio Giunti, editore italiano
- 25 dicembre - Oleg Grigor'ev, ex pugile sovietico
- 25 dicembre - Ginger Molloy, pilota motociclistico neozelandese
- 25 dicembre - Alberto Quadrio Curzio, economista e ex sciatore alpino italiano
- 25 dicembre - Graeme Sherman, ex pallanuotista australiano
- 26 dicembre - Bob Avian, coreografo, regista teatrale e ballerino statunitense († 2021)
- 26 dicembre - John Conway, matematico britannico († 2020)
- 26 dicembre - Jay Heimowitz, giocatore di poker statunitense
- 26 dicembre - Luciano Lanati, pittore italiano († 2019)
- 26 dicembre - Christina Schollin, attrice svedese
- 27 dicembre - Luigi Gentilini, medico italiano
- 27 dicembre - Jean Nicolay, calciatore belga († 2014)
- 27 dicembre - Dale Russell, paleontologo canadese († 2019)
- 28 dicembre - Rita Orlandi Malaspina, soprano italiano († 2017)
- 28 dicembre - Pinto da Costa, imprenditore e dirigente sportivo portoghese († 2025)
- 28 dicembre - Gene Scott, tennista statunitense († 2006)
- 28 dicembre - Ratan Tata, imprenditore indiano († 2024)
- 29 dicembre - Karel De Vis, pallanuotista belga
- 29 dicembre - Paolo Ferrari, ex calciatore italiano
- 29 dicembre - Maumoon Abdul Gayoom, politico maldiviano
- 29 dicembre - Barbara Steele, attrice britannica
- 29 dicembre - Elkan Tedeev, lottatore sovietico († 1984)
- 30 dicembre - Gordon Banks, calciatore inglese († 2019)
- 30 dicembre - Barbara Breit, tennista statunitense († 2022)
- 30 dicembre - Sergio Castelletti, calciatore e allenatore di calcio italiano († 2004)
- 30 dicembre - Anna Felder, scrittrice e insegnante svizzera († 2023)
- 30 dicembre - John Hartford, violinista, suonatore di banjo e compositore statunitense († 2001)
- 30 dicembre - Luciano Lutring, criminale e scrittore italiano († 2013)
- 30 dicembre - Jim Marshall, giocatore di football americano statunitense († 2025)
- 30 dicembre - Paul Stookey, cantante e musicista statunitense
- 31 dicembre - Nicolas Born, scrittore e poeta tedesco († 1979)
- 31 dicembre - Carl Emil Christiansen, calciatore danese († 2018)
- 31 dicembre - Francisco Gabica, ciclista su strada spagnolo († 2014)
- 31 dicembre - John Giordano, direttore d'orchestra, docente e compositore statunitense
- 31 dicembre - Avram Hershko, biochimico e biologo ungherese
- 31 dicembre - Anthony Hopkins, attore britannico
- 31 dicembre - Barry Hughes, allenatore di calcio e calciatore gallese († 2019)
- 31 dicembre - Hal Rogers, politico e avvocato statunitense
- 31 dicembre - Milutin Šoškić, calciatore e allenatore di calcio jugoslavo († 2022)